# Dircenna
Dircenna is een vlindergeslacht uit de familie van de Nymphalidae.

## Soorten
- Dircenna acreana Ferreira d'Almeida, 1950
- Dircenna adina (Hewitson, 1855)
- Dircenna bairdii Reakirt, 1868
- Dircenna chiriquensis Haensch, 1909
- Dircenna chloromeli Forbes, 1942
- Dircenna clara Röber, 1930
- Dircenna columbiana Krüger, 1925
- Dircenna dero (Hübner, 1823)
- Dircenna euteles (Erschow, 1874)
- Dircenna immaculata (Haensch, 1903)
- Dircenna jemina (Geyer, 1837)
- Dircenna klugii (Geyer, 1837)
- Dircenna loreta Haensch, 1903
- Dircenna lorica Weymer, 1875
- Dircenna marica (Felder & Felder, 1865)
- Dircenna obfuscata Butler, 1873
- Dircenna olyras (C. & R. Felder, 1865)
- Dircenna partita Haensch, 1903
- Dircenna relata Butler & Druce, 1862
- Dircenna steinheili Staudinger, 1884
- Dircenna suna Haensch, 1903
- Dircenna xanthophane Hopffer, 1874